# Martin Wagner
Pour les articles homonymes, voir Martin Wagner (homonymie) et Wagner.
Martin Wagner est un footballeur allemand né le 24 février 1968 à Offenbourg.

## Carrière
- 1988-1992 : FC Nuremberg  Allemagne
- 1992-2000 : FC Kaiserslautern  Allemagne
- 2000-2001 : VfL Wolfsburg  Allemagne